# لوئیز درسر
 لوئیز درِسر (انگلیسی: Louise Dresser؛ ۵ اکتبر ۱۸۷۸ – ۲۴ آوریل ۱۹۶۵) یک هنرپیشه اهل ایالات متحده آمریکا بود.

## فیلم‌شناسی
از فیلم‌ها یا برنامه‌های تلویزیونی که وی در آن نقش داشته است می‌توان به کشتی‌ای می‌آید از اشاره کرد.